# Kim Kay
Kim Kay, pseudoniem van Kim Van Hee (Dendermonde, 22 februari 1978), is een Belgische zangeres en actrice.

## Levensloop

### Carrière
In 1998 kwam haar eerste single, de oorwurm Lilali op de markt. Deze werd onmiddellijk een groot succes. In België gingen er 80.000 exemplaren over de toonbank. Later dat jaar haalde ze met een remix van Lilali de eerste plaats in de Franse clubcharts. Er werden in Frankrijk zo'n 300.000 exemplaren verkocht. Na dit succes werden haar volgende singles Bam bam, Oui oh oui, Poupée de cire en Les vacances d'été stuk voor stuk hits. Voor haar debuutalbum La vie en Lilali werkte ze onder meer samen met componist Miguel Wiels, arrangeur Wim Claes en John Terra, haar ontdekker en manager.
In 2000 besloot ze samen te werken met Lou Deprijck en coverde ze het lied Ça plane pour moi, dat Deprijck eerder, in 1978, voor Plastic Bertrand geproduceerd had. Samen met Deprijck maakte ze nog enkele nummers.
Kim Kay nam deel aan Eurosong 2002, de Belgische preselectie voor het Eurovisiesongfestival met het nummer The sun shines. Ze haalde de finale niet.
In 2002 speelde Kim Kay in de VTM-sitcom Verschoten & Zoon de rol van 'Bo', de secretaresse van de gierige garagehouder 'René Verschoten', ter vervanging van Joyce De Troch. Ze onderbrak daarvoor haar eerste jaar kandidatuursopleiding psychologie aan de Universiteit Gent. Eerder had ze al aan acteeraudities meegedaan en enkele kleine tv-rolletjes gespeeld in o.a. Wittekerke.
In 2007 maakte Kim bekend voor Lijst Dedecker te gaan kandideren bij de Belgische federale verkiezingen 2007 op 10 juni van dat jaar. Later trok ze zich terug om gezondheidsredenen. Kim Van Hee stond op de 16de plaats van de Kamerlijst van Lijst Dedecker in Oost-Vlaanderen, maar ze werd vervangen door Kathleen Limpens.

## Privéleven
Eind 2004 werd Kim Van Hee getroffen door baarmoederhalskanker. Ze herstelde van de ziekte, maar moest later worden geopereerd aan de dikke darm, wat gepaard ging met ernstige complicaties. Later werd bekend dat ze aan haar kankerbehandeling een zware morfineverslaving heeft overgehouden met een lange, problematische afkickperiode tot gevolg. Kim Kay was van 2005 tot 2011 gehuwd met een anesthesist met wie ze een jongetje uit Kazachstan adopteerde. In maart 2011 getuigde ze over haar verslaving in het VRT-reportageprogramma Koppen, waarna ze zich terugtrok uit het publieke leven. In november 2020 bleek dat ze al 8 jaar amper uit bed kan door haar zwakke gezondheid.

## Discografie

### Albums
- La vie en lilali (1998)
- Kim'Kay hits! (2000)

### Singles
| jaar | titel(s)                                                                                 | land | barcode         |
| ---- | ---------------------------------------------------------------------------------------- | ---- | --------------- |
| 1998 | Lilali (radio edit)/ Lilali (mellow edit)                                                | BE   | 7 24388 53372 0 |
| 1998 | Lilali (radio edit)/ Lilali (mellow edit)/ Lilali (speedgarage mix)                      | FRA  | 7 24388 63112 9 |
| 1998 | Oui Oh Oui/ Oui Oh Oui (the happy mix)                                                   | BE   | 7 24388 60392 8 |
| 1998 | Poupée De Cire, Poupée De Son (radio edit)/ Poupée De Cire, Poupée De Son (extended mix) | BE   | 7 24388 72772 3 |
| 1999 | Poupée De Cire, Poupée De Son/ A Nous/ Lilali                                            | FRA  | 7 24388 69802 3 |
| 1999 | Bam Bam (radio edit)/ Je Danse                                                           | BE   | 7 24388 67162 0 |
| 1999 | Iniminimanimo/ Bam Bam (extended mix)                                                    | BE   | 7 24388 74852 0 |
| 2000 | La Dah-Li-Danse/ La Dah-Li-Danse (dance mix)/ La Dah-Li-Danse (dolly family mix)         | BE   | 7 24388 84882 4 |
| 2000 | Les Vacances D'été/ Medley                                                               | BE   | 7 24388 89982 6 |
| 2000 | Ça Plane Pour Moi/ Ça Plane Pour Moi (karaoke version)                                   | BE   | 7 24388 94742 8 |
| 2000 | Les Sucettes/ Lilali (mellow mix)                                                        | BE   | 7 24388 97462 2 |
| 2001 | Open Your Heart/ Open Your Heart (sax version)                                           | BE   | 7 24355 02572 2 |
| 2002 | Directions Le Soleil/ The Sun Shines                                                     | BE   | 5 099767 256510 |
| 2003 | Abracadabrant                                                                            | BE   | -               |

- Poupée De Cire, Poupée De Son is een cover van de hit van France Gall uit 1965, waarmee ze het Eurovisiesongfestival 1965 won voor Luxemburg. Het nummer is oorspronkelijk geschreven door Serge Gainsbourg.
- Ça Plane Pour Moi is een cover van de hit van Plastic Bertrand uit 1978. Het nummer is oorspronkelijk geschreven door Lou Deprijck en Yvan Lacomblez. Deprijck is ook de oorspronkelijke zanger van het nummer.
- Les sucettes is een cover van de hit van France Gall uit 1965. Het nummer is oorspronkelijk geschreven door Serge Gainsbourg.